# Burg Bruchmühlen
Die Burg Bruchmühlen, auch Gut Bruchmühlen genannt, ist eine abgegangene Wasserburg an der Else im Ortsteil Bruchmühlen (Allee 14) der Stadt Melle im Landkreis Osnabrück in Niedersachsen.
Die in einer feuchten Niederung der Else erbaute Wasserburg war namensgebend für den Ort Bruchmühlen (Brokmole-Mühle im Bruche). Sie wurde erstmals 1322 als Offenhaus der Grafen von Ravensberg erwähnt, die damit den Knappen Albert von Vincke belehnen. In der 1. Hälfte des 15. Jahrhunderts wurde die Burg zerstört, doch 1458 erteilte der Herzog von Jülich als Erbe der Ravensberger seinem Amtmann Lüdeke Nagel die Erlaubnis, Bruchmühlen erneut aufzubauen und zu befestigen. 1573 wurde die Anlage an die Herren von Ledebur verkauft. Diese errichteten ein neues Herrenhaus und 1610 zwei Torhäuser, ein äußeres und ein inneres. Nach dem Dreißigjährigen Krieg kam die Anlage unter die Herrschaft des Hochstifts Osnabrück, neue Besitzer wurden durch Heirat die Herren von Holdinghausen. Das Herrenhaus wurde 1795 abgebrochen und durch ein schmuckloses Gebäude ersetzt. Nach weiteren Besitzerwechseln wurde das Haus 1865 an Zigarrenfabrikanten verkauft, die das Gebäude in eine Fabrik umwandelten. Um 1900 ging es an den Müller Baumhöfener. 
Vom Baubestand der ursprünglichen Burg ist nichts bekannt. Auf einer Karte der 1. Hälfte des 19. Jahrhunderts ist sie als ovale Anlage mit den Ausmaßen von 220 × 180 Meter eingezeichnet, die durch ein doppeltes Gräftensystem geschützt war. Auf der Burginsel stand ein dreiflügeliges Gebäude.
1990 wurde ein zum Gut gehörendes Torhaus abgerissen und danach ein neues, dem alten ähnlich, errichtet, das seit dem 8. Mai 1992 als Dorfgemeinschaftshaus dient, „Torbogenhaus“ genannt wird und über einen Zwischentrakt an eine Mehrzweckhalle angeschlossen ist. Von der ehemaligen Burg sind nur noch einige eingemauerte, mit Wappen versehene Sandsteine zu sehen.